# The Honor of the Mounted
The Honor of the Mounted er en amerikansk stumfilm fra 1914 af Allan Dwan.

## Medvirkende
- Murdock MacQuarri som Mac.
- Pauline Bush som Marie Laquox.
- Lon Chaney som Jacques Laquox.
- James Neill.
- Gertrude Short.